# Andreas von Graben zu Sommeregg
Andreas von Graben zu Sommeregg, auch Andre, Andrä sowie Andreas von Graben (* im 15. Jahrhundert auf Schloss Kornberg; † 12. Juli 1463 auf Burg Sommeregg), Burggraf und Herr von Sommeregg, war ein kärntnerischer Edelmann, Verwalter und Militär.
Andreas von Graben war unter den Grafen von Cilli Hauptmann der Grafschaft Ortenburg sowie Burggraf und Burghauptmann (er erfüllte hier eine Position, die mit der eines militärischen Statthalters vergleichbar war) der Cillier auf Ortenburg, Landskron sowie Sternberg. Mit dem Erlöschen des Geschlechts der Cillier im Jahre 1456 verlor Von Graben unter den Habsburgern, deren Nachfolger als Ortenburger Landesherren, das Amt des Hauptmannes der Grafschaft Ortenburg.

## Biografie

### Herkunft und Familie
Andreas von Graben war der Sohn des steirischen Edelmannes Friedrich I. von Graben aus der Kornberger Linie der Herren von Graben und der Catarina von Sumerau (auch Catarina von Saurau, De Sommereck, von Somereck, von Summeregk genannt, Tochter eines Nicl von Sumerau oder Niklas von Somereck, St. Sumerau) und hatte in Friedrich II. von Graben auf Kornberg, Rat und Kommissar Kaiser Friedrichs III., sowie Leonhard (Lienhart) von Graben, dem Begründer der älteren Nebenlinie in Tirol, zwei Brüder. Andreas begründete mit der Sommeregger Linie (durch seine Heirat mit Barbara von Hallegg auf Sommeregg) den in Kärnten und der Grafschaft Görz (im heutigen Osttirol) ansässigen Zweig des Geschlechts, welches auch ein anderes Wappen führte; gespalten von Rot und dreimal geteilt von Silber und Blau (Silber-Weißer Schrägbalken gleich der Graben'schen Stammlinie auf Schloss Graben in Krain). Verheiratet war er mit der genannten Barbara von Hallegg, die eine Tochter von Jörg von Hallegg (Jörg Hallecker), Burggraf auf Sommeregg sowie kaiserlicher Rat und Verweser der Hauptmannschaft von Kärnten, war. Andreas' Schwester (?) Veronica von Graben († 1467) war mit Philipp Breuner († 1458) verheiratet, seine Nichte Elisabeth von Graben heiratete Georg von Auersperg († 1488). Einer seiner engeren Verwandten war sein Neffe Ulrich III. von Graben, welcher unter Kaiser Friedrich III. ein hoher Amtsträger und vertrauter Rat desselbigen war.

#### Wappen
Ursprünglich führte die Familie Von Graben auf Kornberg ein Wappen mit einer silbernen Schaufel auf Rot. Andreas von Graben übernahm jedoch in Ortenburgischen Diensten stehend ein Schrägbalkenwappen in Rot sowie gespalten von Blau und Silber, welches seine Erben, die Sommeregger Linie und die Linie Zum Stein führte.

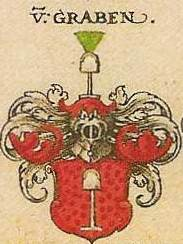
Wappen der Von Graben zu Kornberg
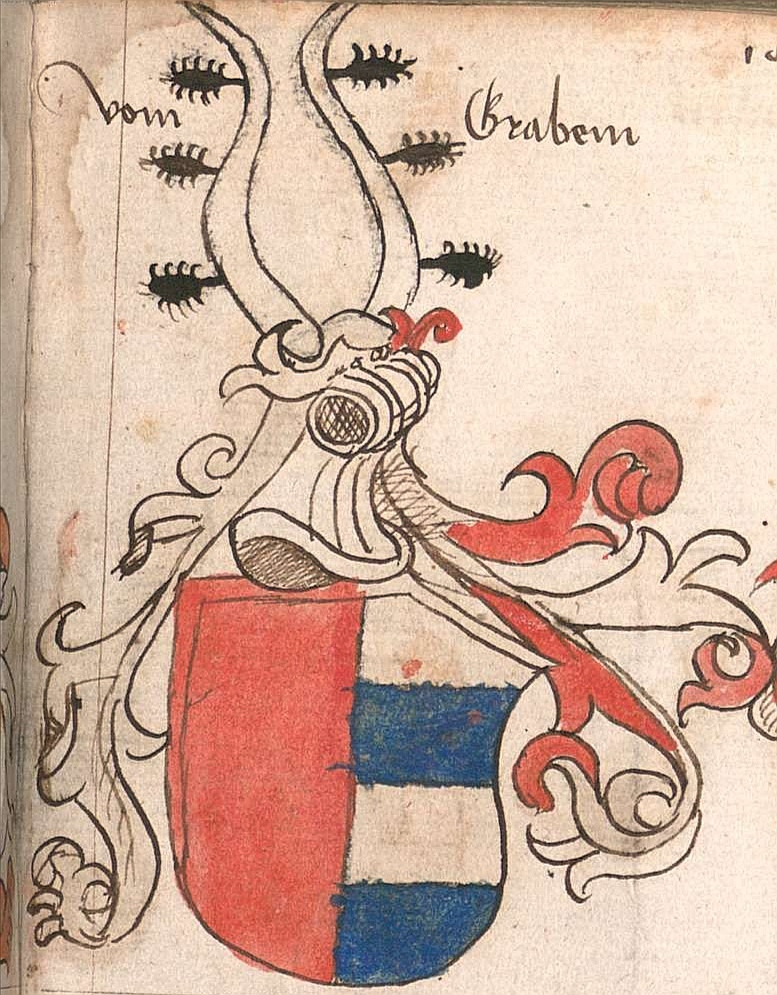
Wappen von Andreas von Graben sowie der Linien zu Sommeregg und Zum Stein
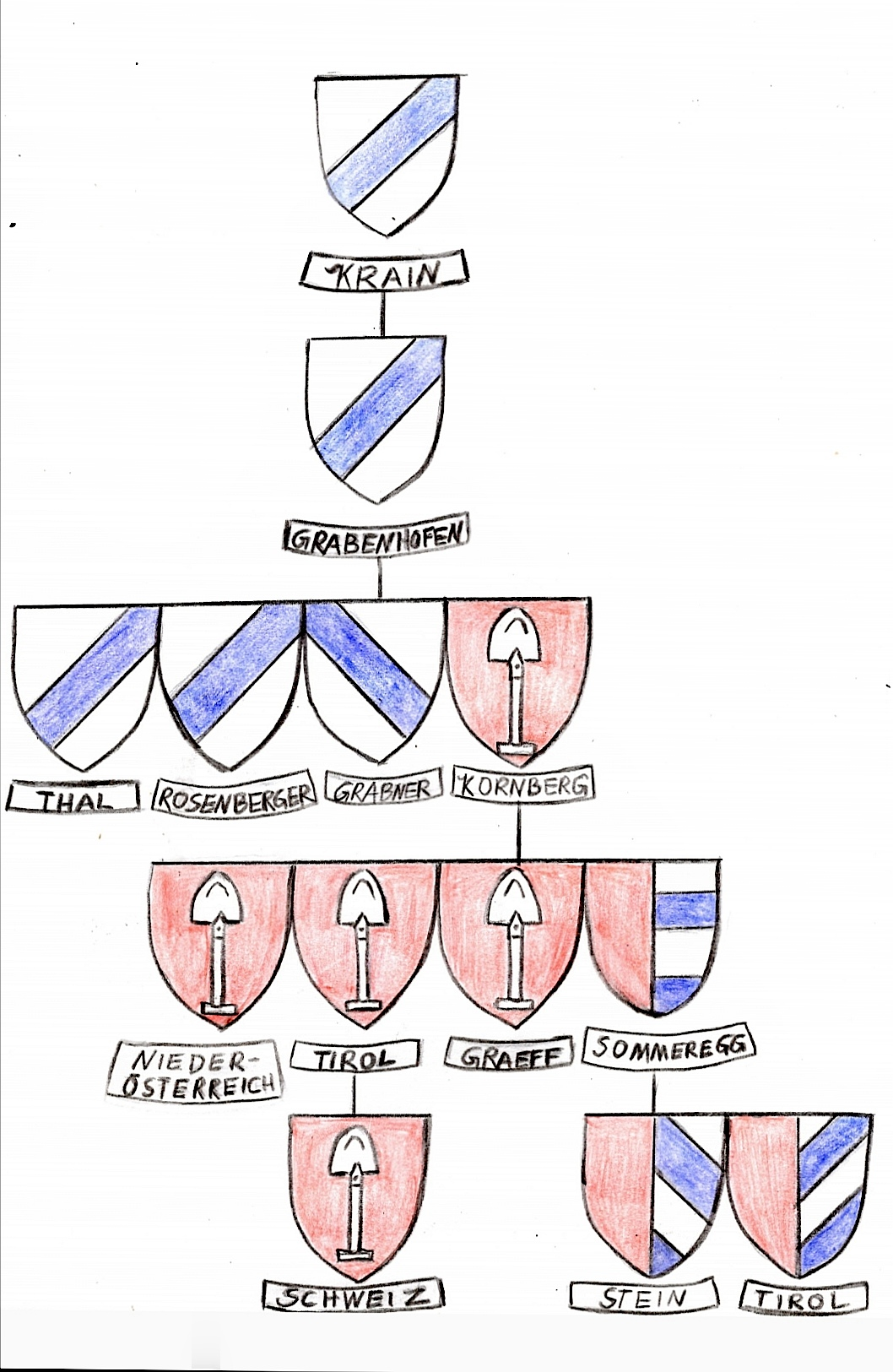
Heraldische Stammtafel der Herren von Graben sowie deren Abstammungen

### Nachkommen
Aus seiner Ehe mit Barbara (von) Hallecker (auch von Hallegg), Tochter des kaiserlichen Rates und Verwesers der Hauptmannschaft von Kärnten, Burggraf Jörg Hallecker, entstammten acht Kinder:
- Heinrich von Graben († 1507) schwor Kaiser Friedrich III. anstatt seines Vaters – welcher von Sigmund Kreutzer, Verweser der Hauptmannschaft von Kärnten, für längere Zeit im Gefängnis behielten wurde, aber Kaiser Friedrich davon erledigt hatte – am 21. April 1459 in Wiener Neustadt Urfehde[10]
- Ernst von Graben († 1513) war Burggraf und Herr von Sommeregg und stand in Salzburger Diensten; mit seiner Tochter Rosina von Graben von Rain gelangte die Burg Sommeregg in den Besitz der Freiherren von Rain.
- Virgil von Graben († 1507) galt als der „reichste und fähigste Görzer Edelmann seiner Zeit“ und vollführte 1500 den Eintritt der fürstlichen Grafschaft Görz in das Habsburgerreich. Er folgte seinem Vater im Jahre 1463 als Burggraf und Herr von Sommeregg nach.
- Ruth von Graben (auch Rudolph von Graben) wurde im Jahre 1477 mehrmals verwundet, von den Türken gefangen genommen und später gegen ein hohes Lösegeld, welches sein steirischer Vetter Ulrich III. von Graben bezahlte,[11] freigelassen; er starb aber bald danach vermutlich an einem langsam wirkenden Gift, das ihm die Türken vor der Freilassung verabreicht hatten[12]
- Cosmas von Graben († 1479) wurde zwischen den Jahren 1460 und 1479 als Pfleger/Burggraf auf Sannegg in der Untersteiermark im Sanntal genannt; kaiserlicher Militär
- Wolfgang von Graben, 1450 als Chorherr von Innichen genannt
- Wolfgang Andreas (Wolf Andrä) von Graben, Burggraf und Herr von Sommeregg sowie kaiserlicher Hauptmann zu Wien. Er wurde 1486 durch den römisch-deutschen König Maximilian I. bei dessen Krönung in Aachen mit dem Schwert Kaiser Karls des Großen zum Ritter geschlagen;[13]
- Barbara von Graben war mit Jakob, Herr von Prag (Jakob Prager) verheiratet; ihr Sohn Ladislaus Prager (Ladislaus von Prag) war Freiherr zu Windhag, Erbmarschall von Kärnten, Kaiserlicher Rat und Truchsess, Hauptmann von Wiener Neustadt sowie Pfleger von Enns und Kämmerer von Kaiser Friedrich III.; durch die Ehen ihres Sohnes war Barbara auch mit den Eggenbergern (Haus Eggenburg) und Fuchs von Fuchsberg verschwägert; am 20. April 1467 schenkte sie als Witwe dem Kloster Landstraß drei Höfe in der Oberen Dulach (Gorenje Dole).

Die Söhne des Andreas gezeigt auf Grabsteinen und in historischen Skizzen:

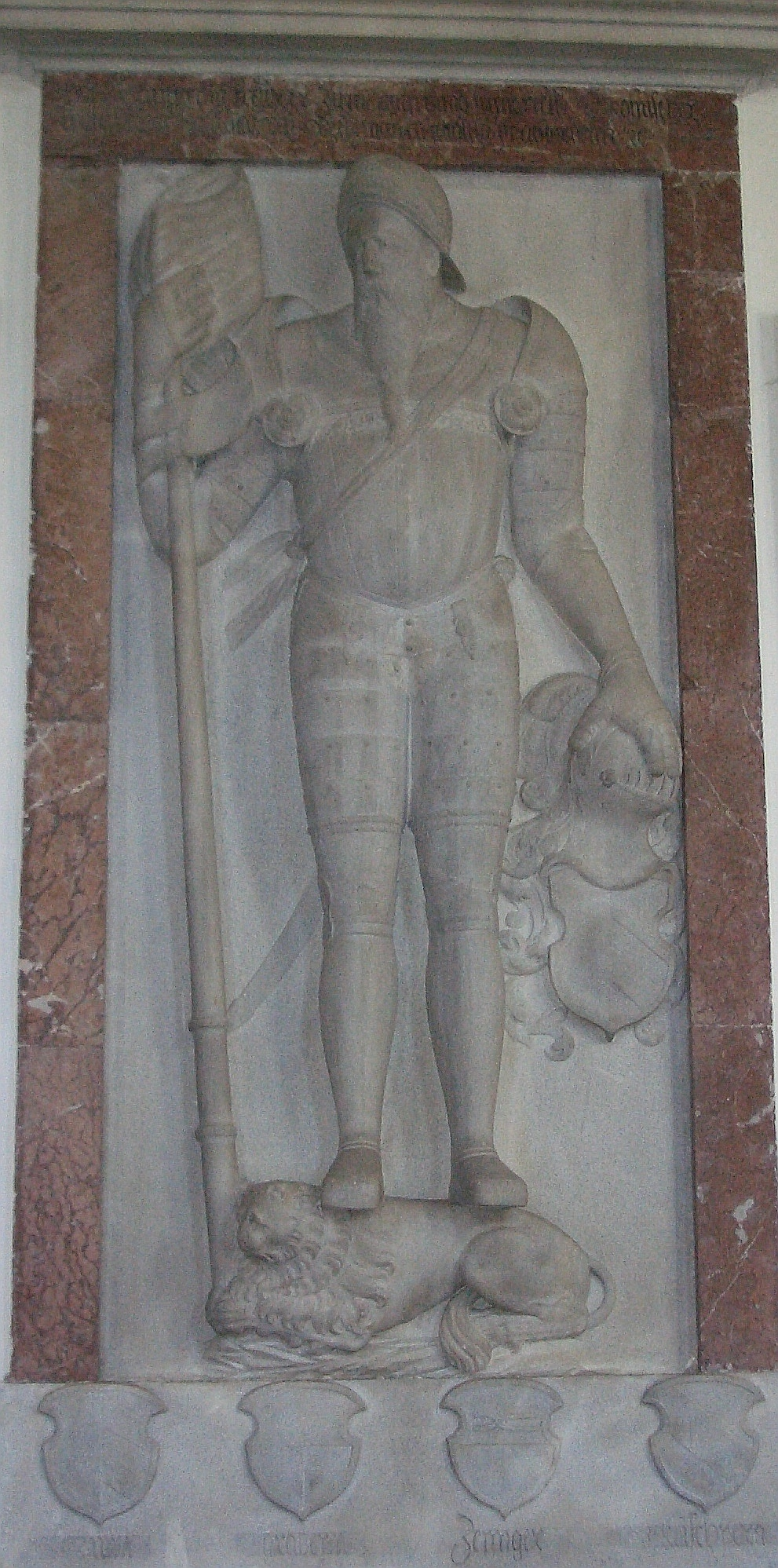
Heinrich von Graben
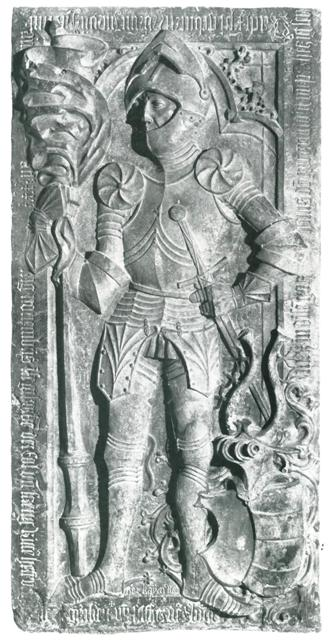
Virgil von Graben

### In Cillischen Diensten
Andreas von Graben gelangte wohl Anfang der 1420er Jahre von der Steiermark aus nach Kärnten und stand über vier Jahrzehnte in den Diensten der Grafen von Cilli. 1423 (eine andere Quelle spricht von seiner ersten Erwähnung in Kärnten im Jahr 1425) war er cillischer Burggraf von Landskron, und in einer militärischen Auseinandersetzung des Grafen Hermann III. von Cilli mit dem Burgamt, der Stadt Villach führte er die cillischen Streitkräfte auch gegen das Umland, welches in Lehensbesitz der Bischöfe von Bamberg stand. Auf Intervention des Fürstbischofs Friedrich III. von Aufseß bei Erzherzog Ernst dem Eisernen musste Von Graben auf Weisung des Cilliers aus bambergischen Gebieten abziehen.

#### Hauptmann der Grafschaft Ortenburg

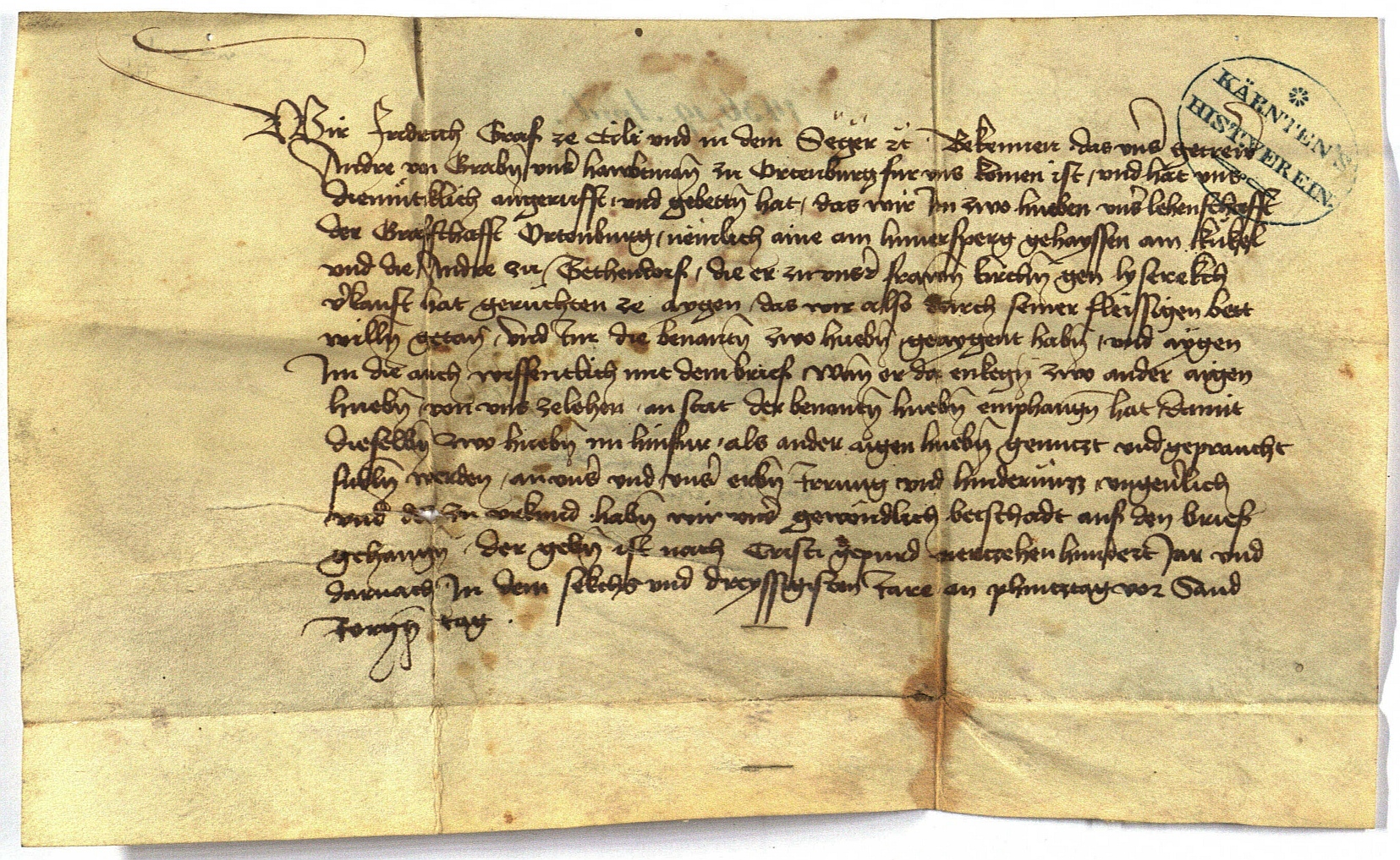
Graf Friedrich von Cilli und Ortenburg eignet 1436 zwei Ortenburger Lehen den Andreas von Graben, seinem Hauptmann zu Ortenburg

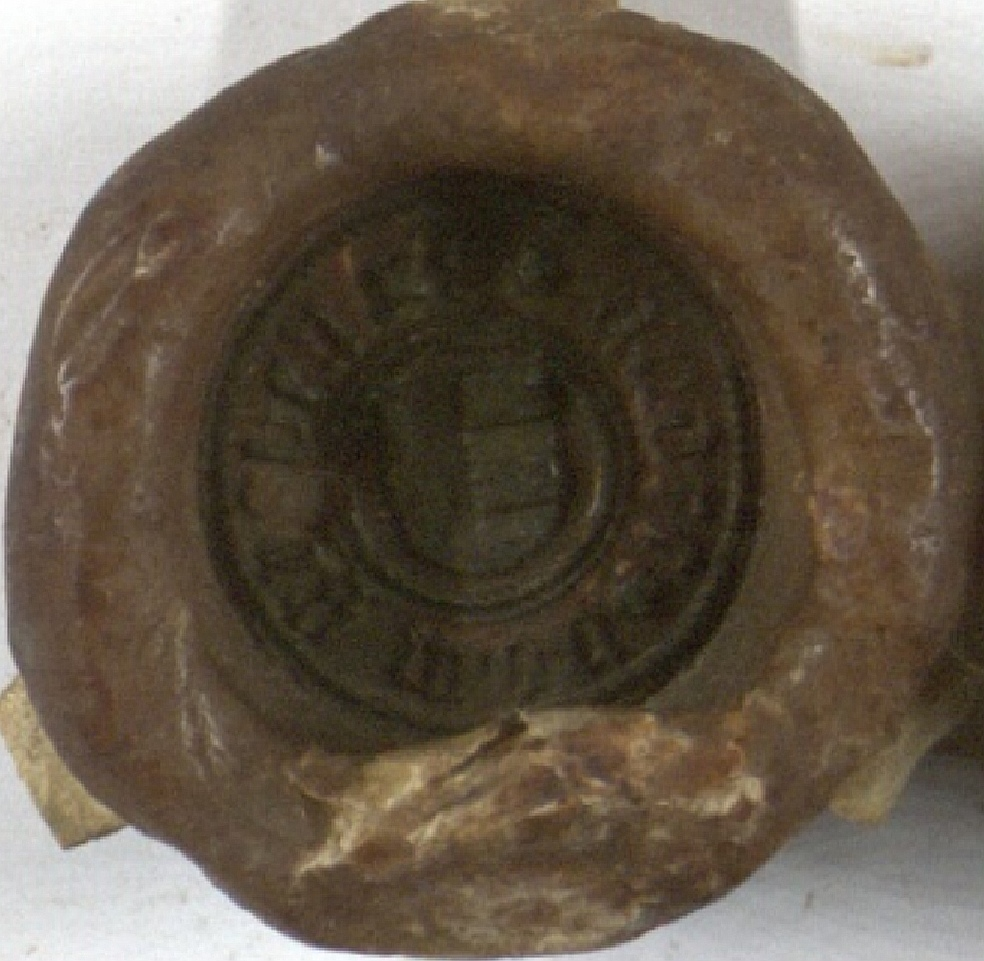
Siegel des Andreas von Graben aus 1444

Ab 1431 wird Andreas von Graben als Hauptmann der Grafschaft Ortenburg sowie als Burggraf und Burghauptmann der Ortenburg genannt. Im Jahre 1445 wurde er als fürstgräflich cillischer Burghauptmann von Ortenburg in die Fehde zwischen dem Grafen Heinrich IV. von Görz und dessen Ehefrau Catharina von Gara involviert. Nachdem Von Gara die görzische Weidenburg erobern konnte – was in weiterer Folge zu einer Gefährdung von Oberkärnten und Lienz führte – rückte der durch Vertrag verpflichtete Graf Ulrich II. von Cilli (der auch um die Sicherheit seiner eigenen Kärntner Besitzungen bangte) unter seinem militärischen Anführer Andreas von Graben von Spittal an der Drau aus dem Grafen Heinrich zu Hilfe. Da Von Graben dank seiner 2.000 Mann starken Kampftruppe die Weidenburg sowie die gleichfalls zur Görzer Grafschaft gehörende Herrschaft Moosburg samt dem Schloss Moosburg rasch für seinen den eroberungslüsternen Grafen Ulrich erobern konnte, wurde sie durch Von Graben für seinen Cillier Landesherren anstatt für die Görzer besetzt und reklamiert. Auf Interventionen und Forderungen des Kaisers Friedrich III. an die Grafen Heinrich II. und Ulrich II. von Cilli hin musste Andreas von Graben diese für die Cillier getätigten Eroberungen an das nun ausgesöhnten Görzer Herrscherpaar zurückgeben. 1446 wird Andreas von Graben unter den Landleuten des Erzherzogtums Kärnten erwähnt. Im folgenden Jahr avancierte er zum cillischen Pfleger sowie ab 1450 zum Burggraf auf Sternberg.

#### Burggraf von Sommeregg
Im Jahre 1436 erhielt Andreas von Graben von Friedrich II. von Cilli die Burggrafschaft und Herrschaft Sommeregg als Pfand. 1442 überließ der Cillier ihm und seinen ehelichen Söhnen Sommeregg mit der gewöhnlichen Burghut auf Lebenszeit. Von Graben, der für die Grafen von Cilli schon als Hauptmann der Grafschaft Ortenburg fungierte und diverse andere Gebiete verwaltete, hatte auf Sommeregg den Rang eines Burggrafen (Kastellans) inne. Dies umfasste die Burghut, das Landgericht Sommeregg sowie die militärische Unterstützung der Cillier Fürsten, wofür Von Graben die Abgaben der untertänigen Bauern im Umkreis der Burg und der Herrschaft Sommeregg bekam. Andreas von Graben machte in der Folge die Burg zu seinem Familiensitz.

##### Das Landgericht Sommeregg
Mit der Übernahme des Andreas von Graben verselbstständigte sich das Sommeregg von der Grafschaft Ortenburg. Es wies klar definierte Grenzen auf, die sich im Süden zum Millstätter See und zum Seebach, im Westen zur Lieser, im Norden zum Pleßnitzgraben und im Osten zum Tschiernock und zum Tangerner Bach erstreckte. Innerhalb dieses Landesgerichtes war die Herrschaft Sommeregg nicht nur für die eigenen Bauern, sondern auch für diejenigen Bauern aus den Grundherrschaften Gmünd, Spittal an der Drau, Millstatt, der Pfarre Lieseregg und diversen kleineren Gütern zuständig.

### Letzte Jahre

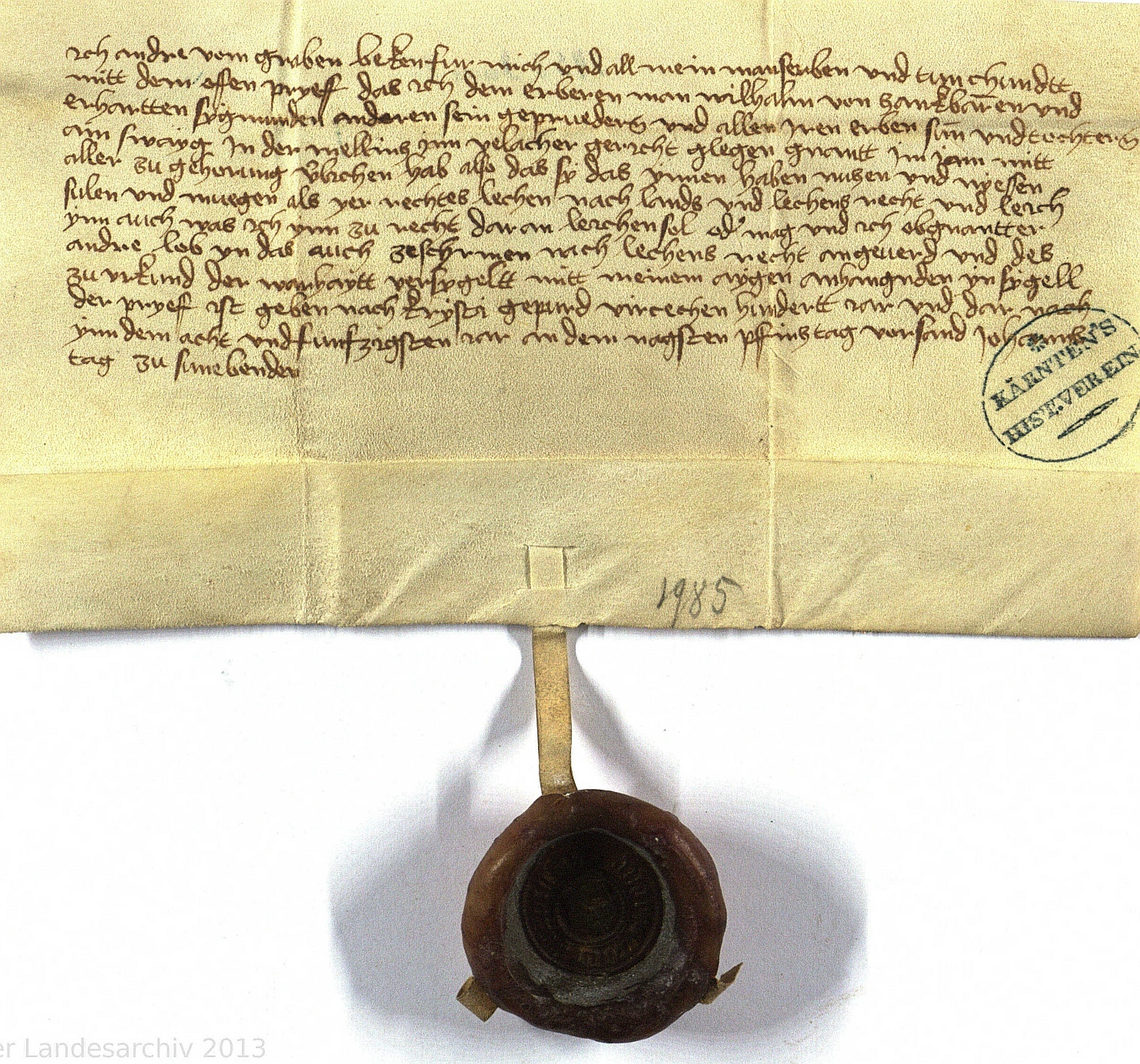
Andreas von Graben verleiht Wilhelm von Zankbaren 1458 eine Schwaige in der Mellinz im Vellacher (Obervellach) Gericht zu Lehen

Nach dem Aussterben der Grafen von Cilli im Jahr 1456 wurde Andreas von Graben der Lehensbesitz von Sommeregg von dessen Nachfolgern, den Habsburgern, bestätigt. Seine Hauptmannschaft über Ortenburg wurde aber nicht mehr erneuert. 1458 wird Von Graben des Weiteren als Lehnsherr vieler meist kleiner Vasallen im Vellacher Gericht genannt. 1460 oder 1461 gerieten Andreas und sein Sohn Virgil von Graben in Gefangenschaft der Grafen von Görz und mussten ihnen 1461 Urfehde schwören. Virgil ist dann hauptsächlich in görzische Dienste getreten. Im Jahre 1462 verkaufte er sein Schloss Unterfalkenstein mitsamt einigen Gründen an Meinhard Florianer.

### Kulturelles

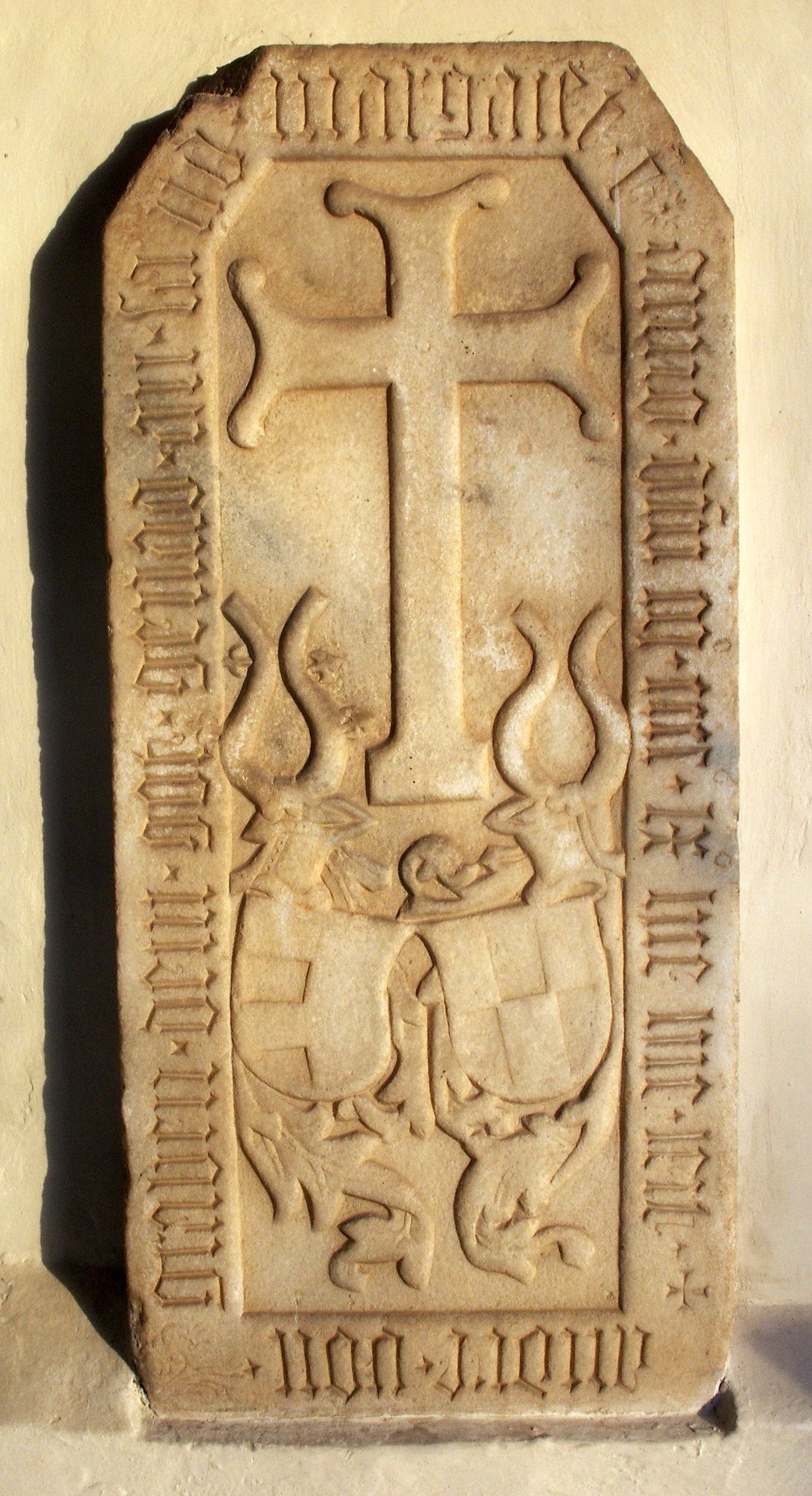
Grabstein an der Außenmauer der Kirche in Treffling mit den Wappen der Von Graben (links) und Von Hallegg (rechts)

Gleichfalls nebst Sommeregg baute Andreas von Graben auch die Kirchen von Treffling (Gemeinde Seeboden) und Lieseregg repräsentativ aus. Seine Grabstätte befindet sich in der Pfarrkirche St. Leonhard in Treffling.
Ein von Thomas von Villach geschaffener Flügelaltar in der Katholischen Kirche Sankt Leonhard zu Treffling beinhaltet im Bild der Dornenkrönung die Wappen des im Jahre 1464 verstorbenen Andreas von Graben. Unter der Dornenkrönung ist Christus vor Pontius Pilatus abgebildet, rechts die Geißelung Christi und eine Kreuzigungsgruppe mit Maria und Johannes. Bei der letzten Restaurierung wurde der Altar, der in die Zeit um 1470/90 datiert wird und wohl von Andreas Sohn Virgil von Graben gestiftet wurde, wieder in seinen ursprünglichen Zustand gebracht.
In der Gegend um Lienz, Sommeregg und Ortenburg finden sich noch heutzutage diverse Wappensteine des Andreas von Graben und seiner Familie wieder.

## Information
Die Daten zu diesem Artikel wurden aus der Von Graben Forschung von Matthias Laurenz Gräff übernommen.